# Plateros modestus
Plateros modestus är en skalbaggsart som först beskrevs av Thomas Say 1835.  Plateros modestus ingår i släktet Plateros och familjen rödvingebaggar. Inga underarter finns listade i Catalogue of Life.